# 슈투트가르트 예술대학교
슈투트가르트 주립 미술 아카데미(독일어: Staatliche Akademie der Bildenden Künste Stuttgart)는 독일 슈투트가르트에 있는 공립 대학이다.

## 역사
1761년 6월 25일에 설립되어 1946년부터 Nicolas Guibal, Johann Heinrich von Dannecker, Bernhard Pankok, Adolf Hölzel, Willi Baumeister, Herbert Hirche, K.R.H. Sonderborg, Alfred Hrdlicka, Heinz Edelmann, Marianne Eigenheer, Richard Sapper, Joseph Kosuth, David Chipperfield, Joan Jonas, Micha Ullman은 연방 주 Baden-Württemberg의 모든 예술 대학에서 가장 많은 수의 과정, 즉 시각의 모든 분야를 제공한다. 조직 네트워크뿐만 아니라 한 지붕 아래에서도 마찬가지이다. 이것은 본질적으로 이전 순수 예술 아카데미(Württembergische Akademie der bildenden Künste)와 이전 응용 예술 학교(Württembergische Staatliche Kunstgewerbeschule)가 Staatliche Akademie der bildenden Künste Stuttgart로 1941년에 연결되어 Theodor Heuss에 의해 재구성된 결과이다.
1946년에 같은 이름으로 설립되었으며 광범위한 교육 프로그램뿐만 아니라 향후 수십 년 동안 강화된 개발을 목표로 했다. 1975년 2월 22일 볼프강 케르머(Wolfgang Kermer) 총재 아래 바덴뷔르템베르크주(Landtag of Baden-Württemberg)에서 통과된 ″Gesetz über die Kunsthochschulen im Lande Baden-Württemberg(Kunsthochschulgesetz)″가 발효되었다. State Academy of Fine Arts Stuttgart는 지위와 필수 관계를 규제하고 대학과의 동등한 순위를 보장했다.